# Nombre de Horus
El Nombre de Horus fue el símbolo más antiguo utilizado para representar el título de faraón: un halcón (dios Horus) sobre un serej con el nombre del rey, en escritura jeroglífica egipcia.

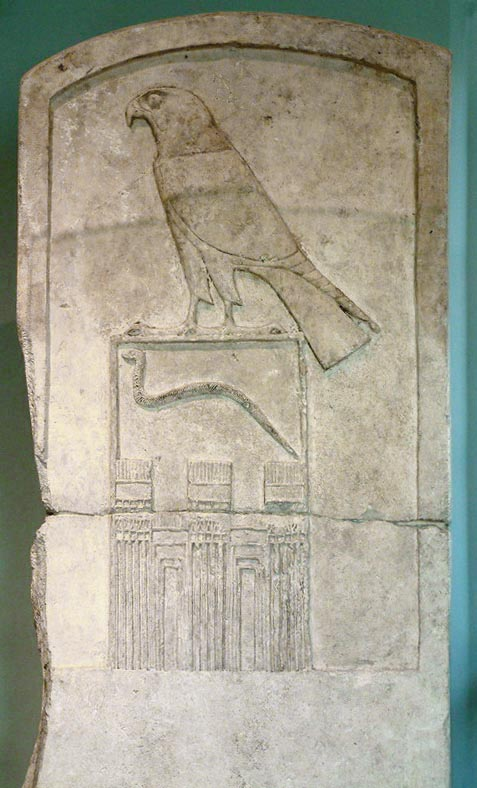
Estela del faraón Dyet con Horus y el serej.

El serej ya aparece al principio de la historia egipcia, en la Paleta de Narmer. Los reyes anteriores a la dinastía IV utilizaron principalmente su nombre de Horus, que aparecía en un serej (a imitación de la fachada de un palacio) con el dios Horus situado sobre él.
Sejemib, faraón de la dinastía II, cambió su nombre por Peribsen, y sustituyó la protección del dios Horus por la de Seth, posiblemente por problemas políticos, sustituyendo el símbolo de Horus por el del dios Seth. Jasejemuy, el siguiente rey de la dinastía II, sitúa sobre su serej a Horus y Seth, juntos, probablemente para conciliar a los dos grupos enfrentados.

Horus encima del Serej es una representación simbólica del palacio del rey protegido por el dios supremo del cielo, identificado con el mismo rey, y por tanto es el dios-rey que protege su propia tierra, a todas las cosas y seres vivos que habitan en ella. La fuerza y significado de esta metáfora tienen raíces míticas y religiosas porque implica el concepto de "rey divino" como fuente y origen del derecho del rey a gobernar en la tierra y en todos sus habitantes; el nombre de Horus era de carácter sagrado y debía ser utilizado en ámbitos culturales, ceremoniales, religiosos, mágicos, bélicos y funerarios, aunque no había una regla fija y estaba sujeto a cambios según la época y el contexto.
F. Raffaele

En el Imperio Medio de Egipto, dinastías XI y XII, los faraones egipcios recibían cinco títulos; añadían al nombre de nacimiento otros cuatro más cuando accedían al trono. Eran los siguientes: Nombre de Horus, Nombre de Nebty, Nombre de Horus Dorado, Nombre de Trono y Nombre de Nacimiento.
- Datos: Q153263